# 川村亮
川村 亮（かわむら りょう、1981年6月29日 - ）は、日本の男性総合格闘家、プロレスラー。岐阜県出身。パンクラスイズム横浜所属。元ミドル級キング・オブ・パンクラシスト。元ライトヘビー級キング・オブ・パンクラシスト。プロレスラーとしてのリングネームは2020年8月29日まではロッキー川村。2022年10月1日まではロッキー川村2。現在は2（two、トゥー）と進化。
アグレッシブなファイトスタイルを持つ。また、選手活動と併せて鈴木みのるが代表を務めるアパレルショップ「パイルドライバー原宿」に2015年4月より勤務している。

## 来歴
中学、高校（愛知大成高校）時代は野球部、神奈川大学時代はアメリカンフットボール部に所属。
大学卒業後、パンクラスの入門テストを受け合格した。
2004年11月、JTC全国大会82kg超級で3位入賞した。
2005年5月1日、パンクラスで鈴木みのるとエキシビションマッチで対戦。
7月27日、DEMOLITIONにてプロデビュー。
2006年、パンクラス ネオブラッド・トーナメント ライトヘビー級（-90kg）で優勝。
9月16日、パンクラスでダニエル・アカーシオと対戦。1ラウンドは劣勢に立たされるも、持ちこたえ、2ラウンドに右フックでKO勝ち。
12月10日、パンクラスでダニエル・アカーシオの兄弟子ニルソン・デ・カストロと対戦。追い詰め、追い詰められの試合展開で健闘し判定ドローとなった。
2007年3月18日、パンクラスで金原弘光と対戦し、KO勝ち。
5月30日、パンクラスでファビオ・シウバと対戦し、KO負け。プロ9戦目で初黒星となった。
12月22日、パンクラスでKEI山宮と対戦し、0-3の判定負け。
2008年3月5日、戦極の旗揚げ大会「戦極 〜第一陣〜」でアントニオ・ブラガ・ネトと対戦し、判定勝ち。
5月18日、「戦極 〜第二陣〜」でケビン・ランデルマンと対戦し、0-3の判定負け。
10月1日、第4代ライトヘビー級キング・オブ・パンクラス決定戦でKEI山宮と対戦し、3-0の判定勝ちを収め王座獲得に成功した。
2009年3月20日、「戦極 〜第七陣〜」のメインイベントでキング・モーと対戦し、0-3の判定負け。
12月6日、ライトヘビー級キング・オブ・パンクラスタイトルマッチで井上俊介と対戦し、2-0の判定勝ちを収め王座の初防衛に成功した。
2010年6月20日、SRC13で入江秀忠と対戦し、TKO勝ち。
9月5日、パンクラスのメインイベントで桜木裕司と対戦し、スタンドパンチ連打でKO負けを喫した。
10月1日付けで株式会社パンクラスの代表取締役に就任した。
12月5日、ライトヘビー級キング・オブ・パンクラスタイトルマッチで桜木裕司と再戦し、0-1の判定ドローで2度目の王座防衛に成功した。
2011年5月4日、ミドル級に転向するためライトヘビー級キング・オブ・パンクラス王座を返上。5月12日、ミドル級ランキング2位にランクインされた。
2012年1月28日、第11代ミドル級キング・オブ・パンクラス決定1DAYトーナメント1回戦で久松勇二と対戦し、判定勝ち。決勝戦で一慶と対戦し、KO勝ちを収め2階級制覇となる王座獲得に成功した。
5月31日、パンクラスのブランド名および運営権を株式会社スマッシュが取得、代表にはスマッシュの代表取締役社長の酒井正和が就任し、川村亮はエグゼクティブプレーイングマネージャーとなる。
6月2日、ミドル級キング・オブ・パンクラスタイトルマッチで大山峻護と対戦し、TKO勝ちを収め王座の初防衛に成功した。
2014年6月29日、ミドル級キング・オブ・パンクラスタイトルマッチで安西信昌と対戦し、TKO負けを喫し王座陥落した。
2016年7月2日、名古屋市天白で川村亮デビュー10周年記念興行「川村SOUL」を開催。メインイベントで鈴木みのると対戦。
7月30日のハードヒット千葉大会より、リングネームを映画「ロッキー」をオマージュしたロッキー川村に改名。
10月2日、ミドル級キング・オブ・パンクラス決定戦で新村優貴と対戦し、パウンドでKO勝ちを収め王座獲得に成功した。
2017年7月16日、ハードヒット・新木場大会で高橋“人喰い”義生にレフェリーストップ勝利。
11月12日、PANCRASE 291でのミドル級キング・オブ・パンクラス・タイトルマッチで新村優貴と再戦し、TKO負けを喫し王座陥落した。
2019年現在はプロレスラーとしての活動が主となっており、全日本プロレス、プロレスリング・ノア、ハードヒット、東京愚連隊興行などに参戦している。
2020年横浜アリーナにて自身初となるファンミーティングの開催が決定しており、チケットは即日完売するなどの記録を打ち上げたが、新型コロナウイルスの感染拡大に伴い中止となった。
2020年8月29日、富士通スタジアム川崎で行われた「佐藤光留デビュー20周年記念大会」に参戦し、メインイベントの電流爆破バット6人タッグデスマッチに出場。大仁田厚から通常の5倍の火薬量の爆破バット攻撃を受け敗北。
8月30日、「爆死」したロッキー川村に代わり、ロッキーと同じシルヴェスター・スタローン主演映画「ランボー」をオマージュしたランボー川村が登場。
2021年には長渕剛好きが高じ、2月26日に『ニコプロpresents「JEEEP」』を佐藤光留により主催。一部を除く全選手が長渕剛の曲にちなんだリングネームとなり、全選手が長渕剛の曲で入場する。
2023年にはzip-n-hit を使ってバッティングをする動画をInstagramに投稿すると、世界中で拡散される。動画は7000万回以上再生（6月29日現在）されており、Instagramのフォロワー数も10万人を突破した。
2025年11月29日、ハードヒット「川村亮引退興行 完廃」大会をもって引退を発表。

## 人物・エピソード
- 中学生のときは生徒会長でジャニーズ系の顔をしており、他校にファンクラブまであった（本人ブログ）。
- 原始人並のあごをしており、普通の人より歯が4本多い（本人ブログ）。
- 現在は、本人にとても似たギャルのような高校生の娘と中学2年生&小学6年生の息子を持つ3児のパパでもある（本人ブログ）。

## 戦績
| 総合格闘技 戦績 | 総合格闘技 戦績 | 総合格闘技 戦績 | 総合格闘技 戦績 | 総合格闘技 戦績 | 総合格闘技 戦績 | 総合格闘技 戦績 |
| --------------- | --------------- | --------------- | --------------- | --------------- | --------------- | --------------- |
| 32 試合         | (T)KO           | 一本            | 判定            | その他          | 引き分け        | 無効試合        |
| 18 勝           | 10              | 0               | 8               | 0               | 4               | 0               |
| 10 敗           | 6               | 0               | 4               | 0               | 4               | 0               |

| 勝敗 | 対戦相手                 | 試合結果                            | 大会名                                                                                | 開催年月日     |
| ×    | 新村優貴                 | 3R 0:43 TKO（右フック）             | PANCRASE 291 【ミドル級キング・オブ・パンクラス・タイトルマッチ】                     | 2017年11月12日 |
| ○    | 新村優貴                 | 2R 1:30 KO（右フック→パウンド）     | PANCRASE 281 【ミドル級キング・オブ・パンクラス決定戦】                               | 2016年10月2日  |
| ○    | ジバゴ・フランシスコ     | 3分3R終了 判定3-0                   | PANCRASE 273                                                                          | 2015年12月13日 |
| ×    | 安西信昌                 | 1R 2:52 TKO（右フック→パウンド）    | PANCRASE 259 【ミドル級キング・オブ・パンクラス タイトルマッチ】                      | 2014年6月29日  |
| ○    | 高橋義生                 | 1R 1:43 TKO（パウンド）             | PANCRASE 252                                                                          | 2013年9月29日  |
| ×    | イ・ドルヒ               | 5分3R終了 判定1-2                   | ROAD FC 12                                                                            | 2013年6月22日  |
| ×    | メルヴィン・マヌーフ     | 1R 4:40 KO（右フック）              | ONE FC 6: Rise of Kings                                                               | 2012年10月6日  |
| ○    | 大山峻護                 | 1R 4:19 TKO（サッカーボールキック） | PANCRASE 2012 PROGRESS TOUR 【ミドル級キング・オブ・パンクラス タイトルマッチ】       | 2012年6月2日   |
| ○    | 一慶                     | 2R 2:18 KO（右膝蹴り）              | PANCRASE 2012 PROGRESS TOUR 【ミドル級K.O.P.決定1DAYトーナメント 決勝】               | 2012年1月28日  |
| ○    | 久松勇二                 | 5分2R終了 判定3-0                   | PANCRASE 2012 PROGRESS TOUR 【ミドル級K.O.P.決定1DAYトーナメント 1回戦】              | 2012年1月28日  |
| △    | 一慶                     | 5分2R終了 判定0-1                   | PANCRASE 2011 IMPRESSIVE TOUR                                                         | 2011年6月5日   |
| △    | 桜木裕司                 | 5分3R終了 判定0-1                   | PANCRASE 2010 PASSION TOUR 【ライトヘビー級キング・オブ・パンクラス タイトルマッチ】  | 2010年12月5日  |
| ×    | 桜木裕司                 | 1R 3:55 KO（スタンドパンチ連打）    | PANCRASE 2010 PASSION TOUR                                                            | 2010年9月5日   |
| ○    | 入江秀忠                 | 2R 3:00 TKO（スタンドパンチ連打）   | SRC13                                                                                 | 2010年6月20日  |
| ○    | 井上俊介                 | 5分3R終了 判定2-0                   | PANCRASE 2009 CHANGING TOUR 【ライトヘビー級キング・オブ・パンクラス タイトルマッチ】 | 2009年12月6日  |
| ×    | ファビオ・シウバ         | 1R 2:28 TKO（タオル投入）           | 戦極 〜第十陣〜                                                                       | 2009年9月23日  |
| ○    | 内藤征弥                 | 5分2R終了 判定3-0                   | PANCRASE 2009 CHANGING TOUR                                                           | 2009年6月7日   |
| ×    | キング・モー             | 5分3R終了 判定0-3                   | 戦極 〜第七陣〜                                                                       | 2009年3月20日  |
| ○    | KEI山宮                  | 5分3R終了 判定3-0                   | PANCRASE 2008 SHINING TOUR 【ライトヘビー級キング・オブ・パンクラス決定戦】           | 2008年10月1日  |
| ×    | ケビン・ランデルマン     | 5分3R終了 判定0-3                   | 戦極 〜第二陣〜                                                                       | 2008年5月18日  |
| ○    | アントニオ・ブラガ・ネト | 5分3R終了 判定3-0                   | 戦極 〜第一陣〜                                                                       | 2008年3月5日   |
| ×    | KEI山宮                  | 5分3R終了 判定0-3                   | PANCRASE 2007 RISING TOUR                                                             | 2007年12月22日 |
| ○    | ジェイミー・フレチャー   | 1R 1:36 KO（サッカーボールキック）  | PANCRASE 2007 RISING TOUR                                                             | 2007年9月5日   |
| ×    | ファビオ・シウバ         | 2R 3:43 KO（パンチ連打）            | PANCRASE 2007 RISING TOUR                                                             | 2007年5月30日  |
| ○    | 金原弘光                 | 3R 1:36 KO（パンチ連打）            | PANCRASE 2007 RISING TOUR                                                             | 2007年3月18日  |
| △    | ニルソン・デ・カストロ   | 5分3R終了 判定0-1                   | PANCRASE 2006 BLOW TOUR                                                               | 2006年12月10日 |
| ○    | ダニエル・アカーシオ     | 2R 2:40 KO（右フック）              | PANCRASE 2006 BLOW TOUR                                                               | 2006年9月16日  |
| ○    | 小谷野澄雄               | 1R 1:15 KO（パウンド）              | PANCRASE 2006 BLOW TOUR 【ネオブラッド・トーナメント ライトヘビー級 決勝】            | 2006年7月28日  |
| ○    | 渡辺悠太                 | 1R 2:35 KO（パンチ）                | PANCRASE 2006 BLOW TOUR 【ネオブラッド・トーナメント ライトヘビー級 準決勝】          | 2006年4月2日   |
| △    | 渡辺悠太                 | 5分2R終了 判定0-0                   | PANCRASE 2006 BLOW TOUR                                                               | 2006年1月26日  |
| ○    | 小谷野澄雄               | 5分2R終了 判定3-0                   | PANCRASE 2005 SPIRAL TOUR                                                             | 2005年12月4日  |
| ○    | 九十九優作               | 5分2R終了 判定3-0                   | DEMOLITION                                                                            | 2005年7月27日  |

## 獲得タイトル
パンクラス
- 第12回ネオブラッド・トーナメント ライトヘビー級優勝（2006年）
- 第4代ライトヘビー級キング・オブ・パンクラス王座（2008年）
- 第11代ミドル級キング・オブ・パンクラス王座（2012年）
- 第13代ミドル級キング・オブ・パンクラス王座（2016年）

東京愚連隊
- 第5代東京インターコンチネンタルタッグ王座（パートナーは佐藤光留）
- 第9代東京インターコンチネンタルタッグ王座（パートナーは望月成晃）

琉球ドラゴンプロレスリング
- 御万人王座 ｢双流王｣ (第2代)